# Xanthia peraurantia
Xanthia peraurantia là một loài bướm đêm trong họ Noctuidae.